# 杰尼斯科维奇农村居民点
杰尼斯科维奇农村居民点（俄语：Денисковичское сельское поселение）是俄罗斯联邦布良斯克州兹伦卡区所属的一个农村居民点。其下辖有4个居民点，行政中心为杰尼斯科维奇。据2015年统计，该农村居民点的人口为640人。